# Haplótipo
Haplótipo (do grego: ἁπλοῦς, haploûs, "único") corresponde a uma combinação de um grupo de alelos de loci adjacentes, que fazem parte do mesmo cromossomo, geralmente herdados como uma unidade.  Um haplótipo pode ser formado por um ou vários alelos, ou até pelo cromossomo inteiro.
O haplótipo não é definido apenas pelo genótipo. No caso de organismos não haplóides, o conhecimento de quais alelos estão presentes não indica quais deles estão no mesmo cromossomo e que são, portanto, do mesmo haplótipo e estarão juntos nos gametas. Para Borges-Osório e Robinson (o.c.), este termo resulta da contração da expressão em inglês, haploid genotype, sendo frequentemente utilizado na descrição da combinação de alelos do sistema HLA (Human Leukocyte Antigen) ou antígeno leucocitário humano em cromossomo específico de um indivíduo.
Quando um alelo patológico, decorrente de mutação em um gene específico, se reproduz em uma dada população pela primeira vez, o grupo particular de alelos ligados com o locus patológico constitui-se o que tem sido denominado haplótipo da doença. A persistência deste grupo de alelos com o gene patológico, ou haplótipo da doença, vai depender da probabilidade da recombinação afastar o haplótipo original para cromossomos com diferentes grupos de alelos, e esta medida da recombinação, tem sido utilizada para estimar a dimensão da dispersão populacional e origem da mutação ou efeito fundador. 